# Sogo
Sogo Co., Ltd. (jap. 株式会社そごう Sogō Kabushiki-gaisha) – sieć domów towarowych z ogólnokrajową siecią oddziałów w Japonii prowadzoną obecnie przez Sogo & Seibu. W 2009 roku firma połączyła się z The Seibu Department Stores, Ltd., tworząc Sogo & Seibu Co., Ltd.
Firma Sogo została założona w Osace w 1830 roku jako sklepem z używaną odzieżą, następnie z kimonami, by ostatecznie stać się siecią domów towarowych. Sogo było niegdyś innowatorem w branży domów towarowych, posiadając sklepy w Tajlandii, Hongkongu, Singapurze, w Tajpej na Taiwanie, Penang w Malezji i Londynie.